# 週期圖法
週期圖法（periodogram）常出現在譜密度計算的內容中，在Fernando S. Schlindwein的論文中"Power Spectral Density estimation"解釋了「週期圖法」這詞的源起。很明顯地，這是由Arthur Schuster於1898年所創造。以下為Schlindwein摘自Schuster論文的文句中譯：

## 定義
{\displaystyle {\mathcal {F}}\{x(t)\circledast x^{*}(-t)\}=X(f)\cdot X^{*}(f)=\left|X(f)\right|^{2}.}